# StreetScooter

StreetScooter 2021 logo

StreetScooter — грузовой электромобиль, разработанный и созданный в Рейнско-Вестфальском техническом университете Ахена по заказу компании «DHL» и «Deutsche Post» как развозной пикап для доставки посылок на адрес.

## История

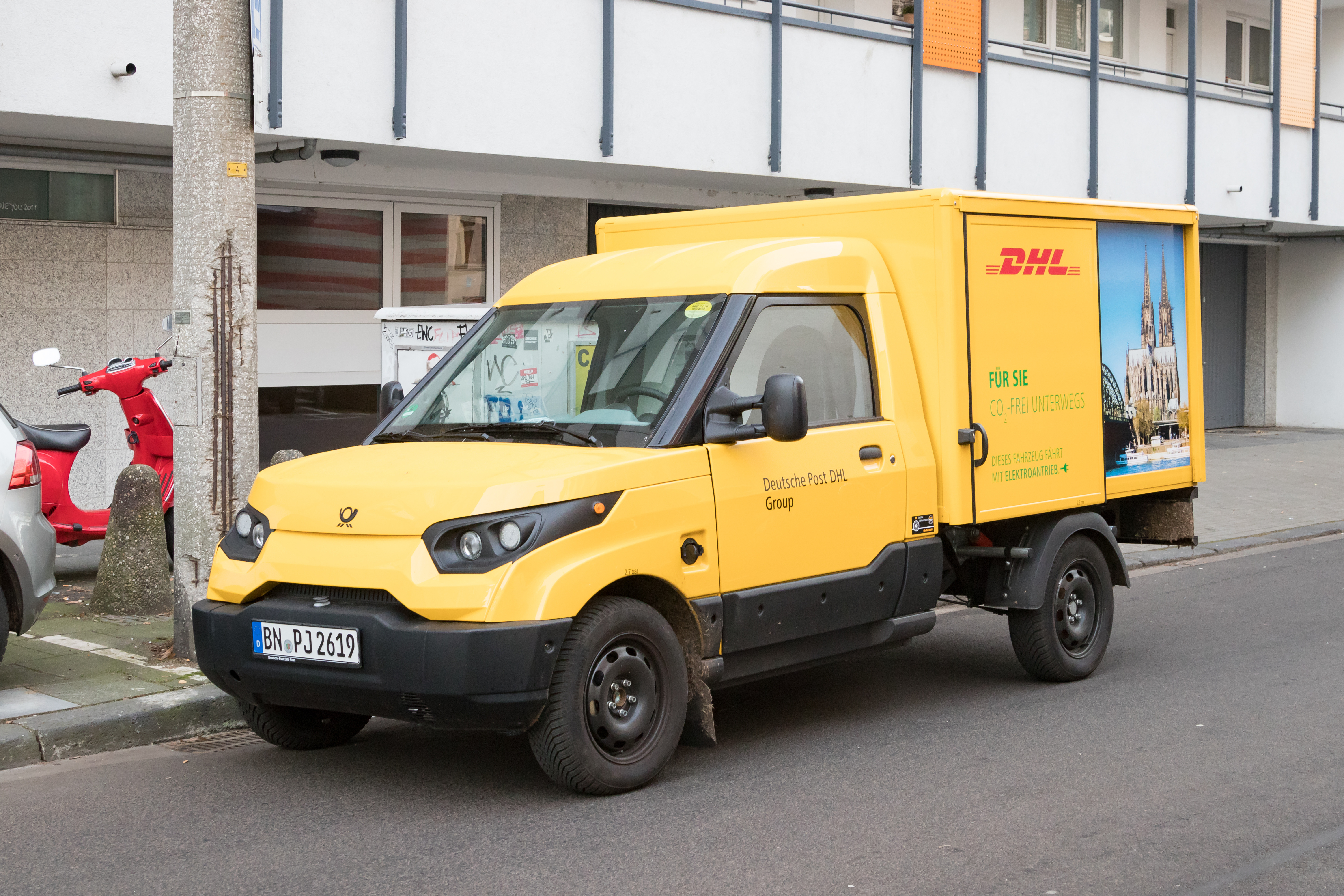
StreetScooter в Германии
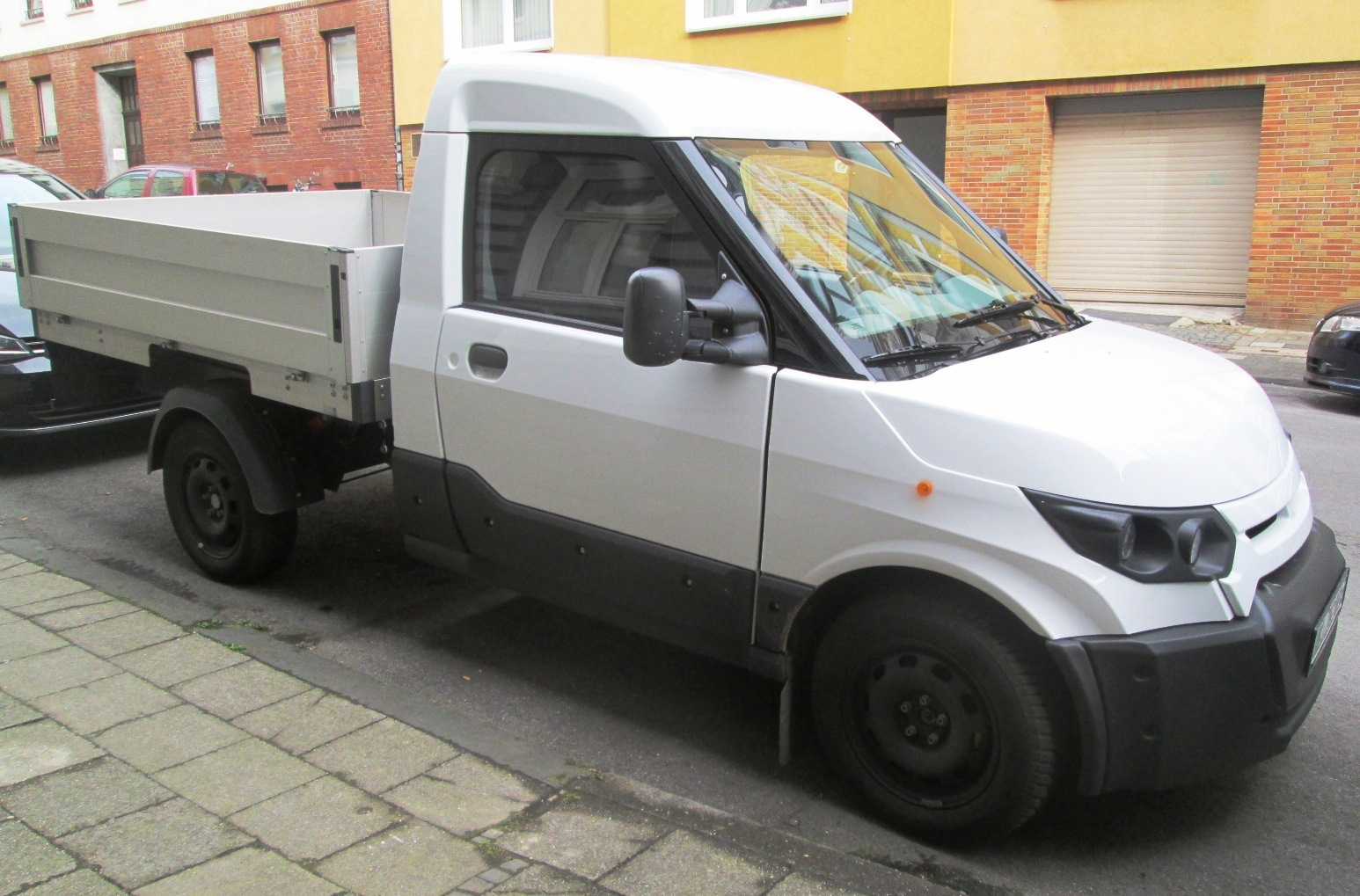
Модификация с открытым кузовом

В июне 2010 года Ахим Кампкер и Гюнтер Шу основали компанию StreetScooter GmbH в Ахене, Германия. Компания разработала дешёвый электромобиль для перевозки на короткие расстояния. Электромобиль был специально разработан для использования в городских условиях и имеет ряд преимуществ по сравнению с традиционными бензиновыми автомобилями, такими как более низкая стоимость владения, меньший расход энергии и нулевые выбросы загрязняющих веществ в атмосферу. StreetScooter GmbH сотрудничает с более чем 80 предприятиями среднего размера и многочисленными научно-исследовательскими учреждениями, такими как лаборатория станков WZL RWTH Aachen, для разработки и производства электромобиля. 
StreetScooter был разработан как экономичная и экологически чистая альтернатива традиционным фургонам. Фургоны изготавливаются из переработанных материалов, и они работают на аккумуляторах, которые можно заряжать от сети или от солнечных батарей.  Электромобиль стоит 5000 евро не считая аккумулятора, который будет предлагаться на выбор заказчика. Это была исследовательская инициатива, в результате переформирована в самостоятельное предприятие. В мае 2011 года концепция Zeitgeist впервые была продемонстрирована публике, а осенью последовал первый прототип Streetscooter Compact на Франкфуртском автосалоне. За ним последовала версия коммерческого транспортного средства Work.

## Модификации
На основе базовой модели создано несколько модификаций машины:
- Пикап с открытым кузовом из алюминия и кабиной на 2 места, оптимизированный под перевозку посылок компании «DHL». Кузов свободен от колёсных арок и поэтому имеет ровный пол.
- Модель L представляет собой больший вариант StreetScooter Work, с на 30 % большим весом нагрузки и почти двойным объёмом загрузки.
- Все машины имеют передний привод.

## Характеристики
| Параметр                                       | Work 20 | Work 40                                                       | Work L                |
| ---------------------------------------------- | --- | ------------------------------------------------------------- | --------------------- |
| Мощность (КВт/Л. С.)                           | 48 (65) / 39 (53) | 48 (65) / 39 (53)                                             | 48 (65) / 39 (53)     |
| Аккумулятор                                    | литиевый на 20 КВт/Ч с зарядкой переменного тока (12 A, 230V) \|\| литиевый на 40 КВт/Ч с зарядкой переменного тока (12 A, 230V) | литиевый на 40 КВт/Ч с зарядкой переменного тока (12 A, 230V) |                       |
| Автономность (км)                              | 101 | 205                                                           | 187                   |
| Габариты (Д/Ш/В)                               | 4,741 / 2,087 / 1,859 | 4,741 / 2,087 / 1,859                                         | 5,840 / 2,087 / 1,859 |
| Масса снаряжённая/полная, кг                   | 1.460/2.180 | 1.595/2180                                                    | 1.710/2600            |
| Полезная нагрузка, кг / полезный объём, куб.м. | 720/ 4,3 | 585/4,3                                                       | 905/8                 |
| Скорость, км/ч                                 | 85 | 85                                                            | 85                    |
|                                                | |                                                               |                       |